# 戶坂站
戶坂站（日语：／ Hesaka eki */?）是位於廣島縣廣島市東區戶坂山根二丁目1195番，西日本旅客鐵道（JR西日本）的藝備線車站。

## 歷史
在1915年（大正4年）藝備鐵道啟用當初，在藝備鐵道起點站東廣島站的下一站為矢口站，當時戶坂村內沒有設置任何車站。同時當時該村村長與該村十數名人士向藝備鐵道交涉，以土地100坪和建築物工程費用600日圓為條件設置戶坂站。在車站開業翌日舉行了盛大的竣工儀式。在車站啟用当初，東廣島至戶坂之間的車費為16錢，當時的村民認為車費還是太貴。
- 1916年（大正5年）4月15日 - 藝備鐵道開設此停留場[2]。
- 1937年（昭和12年）7月1日 - 藝備鐵道被國有化，備中神代站至廣島站之間成為藝備線。此站成為藝備線車站。
- 1971年（昭和46年）12月20日 - 成為無人車站（簡易委託）[3]。
- 1987年（昭和62年）4月1日 - 伴隨國鐵分割民營化，車站由西日本旅客鐵道（JR西日本）營運。
- 2007年（平成19年）
  - 6月 - 設置ICOCA等IC卡簡易型自動閘機設置。
  - 9月1日 - 此站可以使用IC卡「ICOCA」。

## 車站構造
車站是一座地面車站，設有1面1線的單式月台，往廣島方向的列車會開啟右邊車門。此站沒有車站大樓，只有候車室。
此站是由廣島站管理的無人車站。此站內設有自動售票機和自動閘機。在月台側設有濕廁。
此站位於JR特定都區市內制度中，「廣島市內」的車站，此站可以使用ICOCA。

## 車站周邊
此站周邊起為住宅區，同時為一個典型的睡房市鎮。在車站東邊設有松笠山，西邊設有太田川流過。車站位於戶坂地區的北邊。在該地區內設有許多前往廣島市中心和廣島站方向的巴士路線，因此該區使用此站的乘客不多。
- 廣島市立戶坂小學（日语：広島市立戸坂小学校）
- 廣島市立戶坂中學（日语：広島市立戸坂中学校）
- 廣島戶坂中町郵局
- 廣島市消防局東消防署戶坂出張所
- 廣島城北中學·高等學校（日语：広島城北中学校・高等学校）
- 廣島市水道局戶坂抽水場（日语：戸坂取水場）
- 廣島縣立廣島中央特別支援學校（日语：広島県立広島中央特別支援学校）
- 廣島市立戶坂城山小學
- 戶坂東淨團地
- 廣島縣道37號廣島三次線（日语：広島県道37号広島三次線）
- 廣島縣道152號府中祇園線（日语：広島県道152号府中祇園線）
- 中國JR巴士「上千足」巴士站
- THE BIG（日语：ザ・ビッグ）戶坂店
- 安藝大橋（日语：安芸大橋）

## 使用狀況
根據「廣島縣統計書」，以下為使用人次：
| 年度               | 1日平均 上落車人次 |
| ------------------ | ------------------ |
| 1920年（大正09年） | 74.0               |
| 1921年（大正10年） | 84.3               |
| 1922年（大正11年） | 72.1               |
| 1923年（大正12年） | 73.1               |
| 1924年（大正13年） | 74.4               |
| 1925年（大正14年） | 76.0               |
| 1926年（大正15年） | 84.8               |
| 1927年（昭和02年） | 77.6               |
| 1928年（昭和03年） | 72.7               |
| 1929年（昭和04年） | 91.7               |
| 1930年（昭和05年） | 68.2               |
| 1931年（昭和06年） | 55.2               |
| 1932年（昭和07年） | 46.5               |
| 1933年（昭和08年） | 53.4               |
| 1934年（昭和09年） | 67.9               |
| 1935年（昭和10年） | 61.3               |

根據「廣島市統計書」和「廣島市勢要覧」，以下為使用人次。
| 年度               | 1日平均 乘車人次 | 1年總 乘客人次 | 1年總 下車人次 |
| ------------------ | ---------------- | -------------- | -------------- |
| 1955年（昭和30年） | 423.2            | 154,907        | -              |
| 1956年（昭和31年） | 450.3            | 164,372        | -              |
| 1957年（昭和32年） | 434.3            | 158,536        | -              |
| 1958年（昭和33年） | 439.0            | 160,251        | 161,572        |
| 1959年（昭和34年） | 378.7            | 138,614        | 138,824        |
| 1960年（昭和35年） | 382.2            | 139,493        | 139,918        |
| 1961年（昭和36年） | 374.9            | 136,841        | 139,652        |
| 1962年（昭和37年） | 371.8            | 135,708        | 137,789        |

| 年度               | 1日平均 乘車人次 | 1年總 乘車人次 | 定期票 人次 | 普通票 人次 |
| ------------------ | ---------------- | -------------- | ----------- | ----------- |
| 1963年（昭和38年） | 414.1            | 303,109        | 260,896     | 42,213      |
| 1964年（昭和39年） | 407.0            | 297,088        | 262,064     | 35,024      |
| 1965年（昭和40年） | 410.5            | 299,632        | 262,430     | 37,202      |
| 1966年（昭和41年） | 402.6            | 293,919        | 256,490     | 37,429      |
| 1967年（昭和42年） | 375.9            | 275,194        | 241,000     | 34,194      |
| 1968年（昭和43年） | 328.1            | 239,482        | 201,952     | 37,530      |
| 1969年（昭和44年） | 350.0            | 255,470        | 214,010     | 41,460      |
| 1970年（昭和45年） | 415.1            | 303,048        | 250,954     | 52,094      |
| 1971年（昭和46年） | 425.7            | 311,608        | 255,810     | 55,798      |
| 1972年（昭和47年） | 410.4            | 299,618        | 236,432     | 63,186      |
| 1973年（昭和48年） | 490.4            | 358,002        | 265,906     | 92,096      |
| 1974年（昭和49年） | 592.4            | 432,428        | 320,394     | 112,034     |
| 1975年（昭和50年） | 661.2            | 483,976        | 344,988     | 138,988     |
| 1976年（昭和51年） | 644.5            | 470,510        | 330,826     | 139,684     |
| 1977年（昭和52年） | 631.3            | 460,877        | 323,154     | 137,723     |
| 1978年（昭和53年） | 594.7            | 434,127        | 328,702     | 105,425     |

| 年度                | 1日平均 乘車人次 |
| ------------------- | ---------------- |
| 1979年（昭和54年）  | 779              |
| 1980年（昭和55年）  | 713              |
| 1981年（昭和56年）  | 667              |
| 1982年（昭和57年）  | 642              |
| 1983年（昭和58年）  | 597              |
| 1984年（昭和59年）  | 771              |
| 1985年（昭和60年）  | 771              |
| 1986年（昭和61年）  | 815              |
| 1987年（昭和62年）  | 877              |
| 1988年（昭和63年）  | 1,022            |
| 1989年（平成 元年） | 1,062            |
| 1990年（平成02年）  | 1,140            |
| 1991年（平成03年）  | 1,236            |
| 1992年（平成04年）  | 1,252            |
| 1993年（平成05年）  | 1,317            |
| 1994年（平成06年）  | 1,354            |
| 1995年（平成07年）  | 1,347            |
| 1996年（平成08年）  | 1,390            |
| 1997年（平成09年）  | 1,425            |
| 1998年（平成10年）  | 1,472            |
| 1999年（平成11年）  | 1,489            |
| 2000年（平成12年）  | 1,503            |
| 2001年（平成13年）  | 1,472            |
| 2002年（平成14年）  | 1,416            |
| 2003年（平成15年）  | 1,493            |
| 2004年（平成16年）  | 1,501            |
| 2005年（平成17年）  | 1,473            |
| 2006年（平成18年）  | 1,449            |
| 2007年（平成19年）  | 1,482            |
| 2008年（平成20年）  | 1,496            |
| 2009年（平成21年）  | 1,511            |
| 2010年（平成22年）  | 1,558            |
| 2011年（平成23年）  | 1,573            |
| 2012年（平成24年）  | 1,603            |
| 2013年（平成25年）  | 1,598            |
| 2014年（平成26年）  | 1,549            |
| 2015年（平成27年）  | 1,584            |
| 2016年（平成28年）  | 1,592            |
| 2017年（平成29年）  | 1,625            |
| 2018年（平成30年）  | 1,545            |

乘車人次圖表

## 相鄰車站
西日本旅客鐵道（JR西日本）
 藝備線
■快速「三次快車」、■普通
安藝矢口（JR-P04）－戶坂（JR-P03）－矢賀（JR-P02）
在戰前，此站與安藝矢口站之間曾經設有藝小田站，在此站至矢賀站之間曾經設有石原站和安藝中山站。均為汽油車專用車站。在1941年（昭和16年）8月10日，由於戰時體制下，燃料需求惡化使汽油車廢止，以上三站暫停營業（當時，也是汽油車專用站之一的矢賀站也同樣暫停營業。在1942年（昭和17年），以上三站以信號場形式復活，在翌年再次開展旅客業務。

## 注腳
1. 1 2  『戸坂村史』
2. ↑  「軽便鉄道停留場設置」『官報』1916年4月20日（國立國會圖書館數碼化資料）
3. ↑  日本國有鐵道公示S46.12.20公492

## 外部連結
- 戶坂｜車站資訊：JR出門網 - 西日本旅客鐵道（日語）